# 千葉県立八千代特別支援学校
千葉県立八千代特別支援学校（ちばけんりつやちよとくべつしえんがっこう）は千葉県八千代市緑が丘西にある特別支援学校である。